# Urszula Tokarska
Urszula Tokarska (ur. 1963 w Słupsku) – alpinistka i himalaistka, zdobywczyni Korony Ziemi w wersji Richarda Bassa (czyli z Górą Kościuszki, a nie szczytem Puncak Jaya).

## Życiorys
Urodzona w Polsce, ukończyła studia na gdańskiej ASP, wyemigrowała w 1988 do Kanady. W 1993 uzyskała obywatelstwo kanadyjskie, ale równocześnie nie zrzekła się polskiego. Jest pierwszą Kanadyjką i równocześnie drugą Polką, która zdobyła Koronę Ziemi.